# خوان إدغاردو راميريز
خوان إدغاردو راميريز (بالإسبانية: Juan Edgardo Ramírez)‏ (25 مايو 1993 في الأرجنتين - ) هو لاعب كرة قدم أرجنتيني في مركز الوسط. لعب مع أرجنتينوس جونيورز وكولورادو رابيدز ونادي ألميريا.

## وصلات خارجية
- خوان إدغاردو راميريز على موقع الدوري الأمريكي (الإنجليزية)
- خوان إدغاردو راميريز على موقع قاعدة بيانات كرة القدم.إي يو (الإنجليزية)
- خوان إدغاردو راميريز على موقع Soccerbase.com (لاعب) (الإنجليزية)
- خوان إدغاردو راميريز على موقع Soccerway.com (الإنجليزية)